# Raquel Meller
Raquel Meller (Tarazona, 9 de março de 1888 - Barcelona, 26 de julho de 1962), nascida Francisca (Paca) Marqués López, foi uma cantora, cupletista e atriz de cinema espanhola. Durante as décadas de 1920 e 1930 foi a artista espanhola de maior sucesso internacional. Estreou famosas canções como «A Violetera» de José Padilla. No Teatro Belas Artes da sua cidade natal, existe uma museu de  exposição permanente sobre a cantora.

## Carreira artística
Filha de um aragonés e de uma riojana, nasceu em Tarazona (Zaragoza) no popular Bairro do Cinto. Seu pai trabalhava como ferreiro na chamada Venda de Baqueca, enquanto a sua mãe trabalhava numa loja de ultra-marinhos. Passa temporadas com os seus avôs maternos em Inestrillas e também com os avôs paternos em Añón de Moncayo, onde também a sua avô tinha exercido de ferreiro. Criou-se em França ao cuidado de uma tia materna, religiosa clarisa, até que voltou a reunir com a sua família no Povo Seco, bairro da cidade de Barcelona. Na capital catalã trabalhou numa oficina de confecção. Foi por então quando conheceu a célebre cantora Marta Oliver, quem advertiu o talento vocal da jovem Paca.

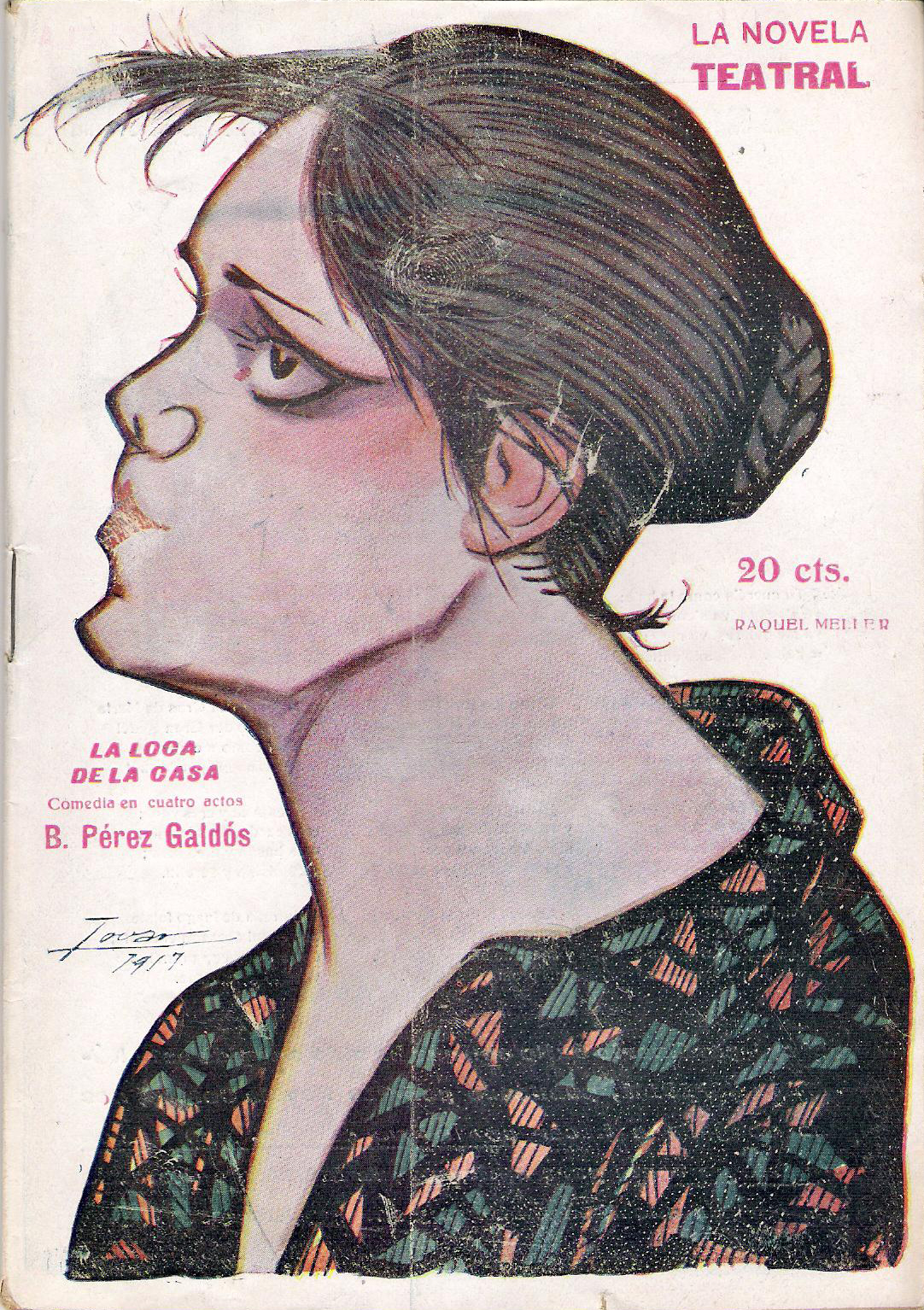
Caricatura por Tovar (1917)

Com a tutelagem de Marta Oliver, Paca estreia no salão A Grande Peña em fevereiro de 1908 sobre o nome de A Bela Raquel. Pouco depois mudou definitivamente o seu nome a Raquel Meller, com apelido de som alemão, ao que parece em lembrança de um amor de dita nacionalidade.
Em 16 de setembro de 1911 Raquel faz a sua grande estreia no Teatro Arnau de Barcelona. Foi nessa época onde cantou «A Violetera» e «O Relicario», as duas canções compostas por José Padilla que a fizeram famosíssima.
Em 1917 Raquel conhece o escritor e diplomático guatelmateco Enrique Gómez Carrillo (Enrique Gómez Tible, quem mudaria o seu segundo apelido quando os espanhóis lhe chamaram "Comestível"); casa-se com ele em 1919, mas o casamento rompeu-se em 1922. No mesmo ano, Raquel celebrou os seus primeiros triunfos em Paris (Olympia), Argentina, Uruguai e Chile. Em 1926 fez uma grande volta pelos Estados Unidos, percorrendo Nova Iorque, Filadélfia, Chicago, Boston, Baltimore e Los Angeles.
Por volta de 1930 Raquel atraiu a atenção de Charlie Chaplin, quem ofereceu-lhe interpretar um papel principal no seu filme Luzes da cidade (City Lights, 1931), mas sem sucesso. Chaplin incorporou a melodia da canção «A Violetera» de José Padilla como tema principal neste filme, ignorando a autoria do maestro.
Em 1922 Raquel deu um primeiro passo na sua carreira cinematográfica. Entre os seus grandes sucessos encontram-se Violetas imperiais (1923) e Carmen (1926), ainda no cinema mudo. Em 1932 rodou uma segunda versão de Violetas imperiais para o cinema sonoro, e em 1936 começou com o rodagem de Lola a de Triana, cuja produção foi interrompida pela Guerra Civil espanhola.
Na década dos trinta Raquel residiu em França, desfrutando da sua celebridade. Superou em popularidade e rendimentos durante vários anos as estrelas como Carlos Gardel e Maurice Chevalier. A sua voz, beleza, elegância, grandes olhos negros e o seu talento como cupletista lhe garantiam o estrelado. Admiradores como a própria Sarah Bernhardt a chamaram «génio». Antes de que ela aparecesse em cena, os cuplés se viam como canções de género ínfimo. As interpretações de Raquel Meller deram ao cuplé um aceitável nível social.

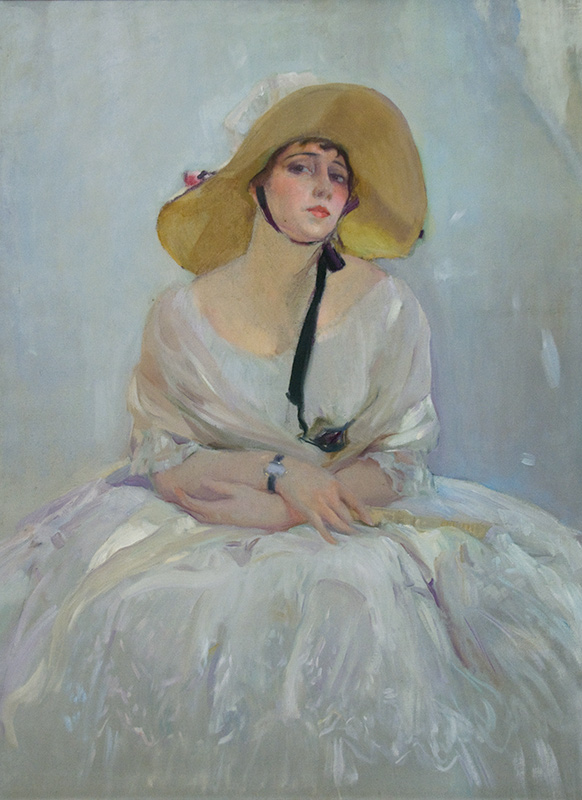
Raquel Meller num retrato de Joaquín Sorolla (1918)

A Guerra Civil espanhola e a Segunda Guerra Mundial provocaram uma mudança abrupta na sua carreira. Em 1937 viajou à Argentina, onde permaneceu até 1939. Após a Guerra Civil voltou a Barcelona, conseguindo de novo a popularidade com a obra teatral de José Padilla A Violetera. Em Barcelona casou-se pela segunda vez com o empresário francês Demon Sayac. Ainda que nunca se divorciaram, decidiram viver separados.

## Últimos anos no esquecimento
Durante os anos seguintes, pouco a pouco, Raquel Meller ficou sozinha e meio esquecida em Barcelona. Pouco depois da estreia dos filmes O último cuplé (1957) e A violetera (1958) com Sara Montiel, em onde se cantaram os sucessos do seu tempo de glória, Raquel tratou de recuperar a sua fama de estrela, mas fracassou, já que ninguém se lembrava dela. Nunca teve filhos próprios, mas adoptou a dois.
Em 1962, quando levava algum tempo afastada do espectáculo, sofreu uma queda que agravou a sua doença coronária. Em 26 de julho de 1962 faleceu no Hospital da Cruz Vermelha de Barcelona acompanhada do seu filho e da presidenta do hospital, Pilar de Lacambre, grande amiga da artista. O enterro, no cemitério de Montjuic de Barcelona, foi amigo de toda a imprensa se fez eco da sensível perda.